# اسمارت را بگیر بروس و لوید: خارج از کنترل
اسمارت را بگیر بروس و لوید: خارج از کنترل (انگلیسی: Get Smart's Bruce and Lloyd: Out of Control) یک فیلم در ژانر جاسوسی و کمدی است که در سال ۲۰۰۸ منتشر شد.

## بازیگران
- ماسای اوکا
- نیت تورنس
- جیما مایز
- ماریکا دومینچیک
- تری کروس
- لری میلر
- پاتریک واربرتون
- ان هتوی
- جی.پی مانوکس
- ریگان برنس